# Євгенівська сільська рада (Великоновосілківський район)
| Євгенівська сільська рада — колишній орган місцевого самоврядування у Великоновосілківському районі Донецької області з адміністративним центром у с. Євгенівка. Сільській раді були підпорядковані населені пункти: - с. Євгенівка |

## Склад ради
Рада складалася з 12 депутатів та голови.

## Керівний склад сільської ради
| ПІБ                            | Основні відомості                                                         | Дата обрання | Дата звільнення |
| ------------------------------ | ------------------------------------------------------------------------- | ------------ | --------------- |
| Євсєєв Микола Макарович        | Сільський голова, 1949 року народження, освіта, член Партії регіонів      | 26.03.2006   | 03.09.2008      |
| Назарко Світлана Олександрівна | Сільський голова, 1965 року народження, освіта, член Партії регіонів      | 15.03.2009   | 31.10.2010      |
| Назарко Світлана Олександрівна | Сільський голова, 1965 року народження, освіта вища, член Партії регіонів | 31.10.2010   |                 |

Примітка: таблиця складена за даними джерела